# Língua mayo
Mayo é uma língua Uto-Asteca falada por cerca de 40 mil pessoas, os indígenas Mayo ou "Yoreme", que vivem no sul do estado de Sonora e no norte do estado vizinho de Sinaloa, no México. De acordo com a Lei Geral dos Direitos Linguísticos dos Povos Indígenas (Lei Geral dos Direitos Linguísticos dos Povos Indígenas) é reconhecida como uma "língua nacional", juntamente com outras 62 línguas indígenas e o espanhol e todas têm a mesma validade no México A língua é considerada 'criticamente ameaçada' de extinção pela UNESCO.
A língua Mayo é parcialmente inteligível com a Língua yaqui, e a separação entre as duas línguas é mais política, da divisão histórica entre os povos yaqui e mayo, do que lingüística.
Programação radiofônica em Mayo e Yaqui é realizada pela estação de rádio XEETCH da XEETCH, transmitindo de Etchojoa, Sonora.

## Escrita
A língua Yaqui usa o alfabeto latino sem as letras J, Q, X, Y nem C (exceto em Ch). D, F e G só se usam es palavras da língua castelhana. Usa-se o Bw e o apóstrofo (‘). As vogais são usadas simples ou duplas.

## Fonologia

### Consoantes
|             | Bilabial | Dental | Alveolar | Post-alveolar | Palatal | Velar | Glotal |
| ----------- | -------- | ------ | -------- | ------------- | ------- | ----- | ------ |
| Oclusiva    | p, bʷ    | t      |          | t͡ʃ            |         | k     | ʔ      |
| Fricativa   | β        |        | s        |               |         |       | h      |
| Vibrante    |          |        | r        |               |         |       |        |
| Nasal       | m        | n      |          |               |         |       |        |
| Lateral     |          |        | l        |               |         |       |        |
| Aproximante | w        |        |          |               | j       |       |        |

### Vogais
|         | Anterior | Posterior |
| ------- | -------- | --------- |
| Fechada | i iː     | u uː      |
| Medial  | e eː     | o oː      |
| Aberta  | a aː     | a aː      |

## Morfologia
Mayo é uma língua aglutinativa, na qual as palavras usam complexo sistema de sufixos para uma variedade de propósitos com vários morfema interligados.